# الخلايفة
قرية الخلايفة هي إحدى القرى التابعة لمركز المنزلة في محافظة الدقهلية في جمهورية مصر العربية. حسب إحصاءات سنة 2006، بلغ إجمالي السكان في الخلايفة 2229 نسمة، منهم 1142 رجل و1087 امرأة.